# 松平定能
松平 定能（まつだいら さだまさ）は、江戸時代中期から後期にかけての寄合旗本。

## 生涯
小笠原長恒の次男。
安永2年（1773年）、松平定則の末期養子となって家督を継ぐ。寛政9年（1797年）に西城新番頭に任じられる。甲府勤番在任中の文化2年（1805年）、甲斐国の地誌の編纂を実施した。文化4年（1807年）、西丸小姓組番頭に任ぜられ江戸在勤となるも、編纂は継続された。9年の歳月をかけた地誌編纂の成果は、文化11年（1814年）12月16日に『甲斐国志』として、定能の序文を含む首巻、本文118巻、附録5巻の124巻71冊にまとめられ、幕府に献上された。